# Бабанова, Мария Ивановна
Мари́я Ива́новна Баба́нова (29 октября [11 ноября] 1900, Москва, Российская империя — 4 апреля 1983, Москва, СССР) — советская актриса театра и кино, педагог. Лауреат Сталинской премии II степени (1941) и Государственной премии РСФСР им. К. С. Станиславского (1972). Народная артистка СССР (1954). Кавалер ордена Ленина (1970).

## Биография
Мария Бабанова официально родилась 29 октября (11 ноября) 1900 в Москве. Однако в записях метрической книги Воскресенской церкви в Даниловской слободе за 1897 год указано, что 23 октября (4 ноября) в семье Иваново-Вознесенского мещанина Ивана Ивановича Бабанова и его жены Екатерины Васильевны родилась дочь Мария, крещена 26 октября (7 ноября) того же года.
Своё раннее детство провела у своей бабушки, жившей в доме на Офицерском переулке и владевшей несколькими домами в Замоскворечье.
В 1916 году окончила училище Московского общества распространения коммерческого образования и поступила на естественное отделение Московского коммерческого института, затем перевелась на Московские высшие женские курсы, которые в сентябре 1918 года были преобразованы во 2-й Московский государственный университет.
Работала машинисткой в канцелярии одного из московских РОНО.
В 1919 году поступила в театральную студию при Театре Художественно-просветительного союза рабочих организаций (ХПСРО), руководимый Ф. Ф. Комиссаржевским и В. М. Бебутовым. Театр помещался в здании бывшего «Театра Зон», где Бабанова дебютировала как актриса в роли Фаншетты в спектакле «Свадьба Фигаро» Бомарше. В 1920 году здание театра было передано созданному Вс. Э. Мейерхольдом Театру РСФСР 1-му, в который перешла и большая часть труппы Театра ХПСРО во главе с В. М. Бебутовым. Актриса поступила в Высшие режиссёрские мастерские Вс. Мейерхольда, позже влившиеся в Государственные высшие театральные мастерские. В сентябре 1921 года Театр РСФСР 1-й был закрыт и в 1922 году Бабанова стала актрисой созданного при Мастерских Театра Актёра, руководимого Вс. Мейерхольдом, позже преобразованного в Театр ГИТИСа, а в начале 1923 года переименованного в Театр имени Вс. Мейерхольда.
25 апреля 1922 года в Театре Актёра состоялась премьера спектакля «Великодушный рогоносец» Ф. Кроммелинка в постановке Вс. Мейерхольда. После премьеры М. Бабанова «проснулась знаменитой». Театральная критика приветствовала явление «новой актрисы».
В 1923 году актриса, работая одновременно в Театре имени Вс. Мейерхольда, дебютировала на сцене Театра Революции в роли Полины в «Доходном месте» А. Н. Островского в постановке Вс. Мейерхольда. После спектакля критики стали писать о ней как о признанном мастере.
Бабанова стала ведущей актрисой Театра им. Вс. Мейерхольда, но сам Вс. Мейерхольд видел главной актрисой только свою жену — З. Н. Райх. Соперничество с  Бабановой на сцене всегда было не в пользу З. Райх. Поэтому в 1927 году по инициативе самого Вс. Мейерхольда М. Бабанова покинула его театр. Несмотря на глубокую обиду, нанесённую ей Вс. Мейерхольдом, актриса всю свою жизнь хранила высочайший пиетет перед гением своего учителя.
В 1927 году окончательно перешла в Театр Революции (ныне Московский академический театр имени Владимира Маяковского). На его сцене создала свои выдающиеся роли — Гога («Человек с портфелем» А. М. Файко), Анка («Поэма о топоре» Н. Ф. Погодина), Джульетта («Ромео и Джульетта» У. Шекспира), Диана («Собака на сене» Л. де Вега), Таня («Таня» А. Н. Арбузова), Лариса («Бесприданница» А. Н. Островского), Мари («Сыновья трёх рек» В. М. Гусева) и другие, которые вошли в историю русского театрального искусства XX века и в хрестоматию актёрского мастерства. Феномен Бабановой на русской сцене состоял в том, что форма роли всегда была отшлифована до той степени прозрачности, когда сквозь неё был ясно виден весь ход внутренней жизни образа, созданного виртуозным мастерством актрисы.
«Есть в искусстве Бабановой нечто завораживающее и подчиняющее зрителя и слушателя: невозможно сопротивляться обаянию её игры или чтения. Ей и сопереживаешь и ею же любуешься; с ней не хочется расставаться. Причина лежит не только в её неповторимой индивидуальности, но и в особом мастерстве, неразрывно слившимся с её удивительной личностью» — писал П. А. Марков.
На сцене театра актриса появилась в последний раз в 1975 году.
В 1979 году, после долгого перерыва, в преддверии своего 80-летнего юбилея, Бабанова гастрольно вышла на сцену МХАТа, куда её пригласил О. Н. Ефремов на роль Жены в спектакль по пьесе Э. Олби «Всё кончено». Партнёрами актрисы в этом спектакле были «великие старики» второго поколения МХАТ: А. И. Степанова и М. И. Прудкин. Это была её последняя роль.
Принимала участие в радиоспектаклях, озвучивании мультфильмов. Преподавала в Театральном училище при Театре Революции.

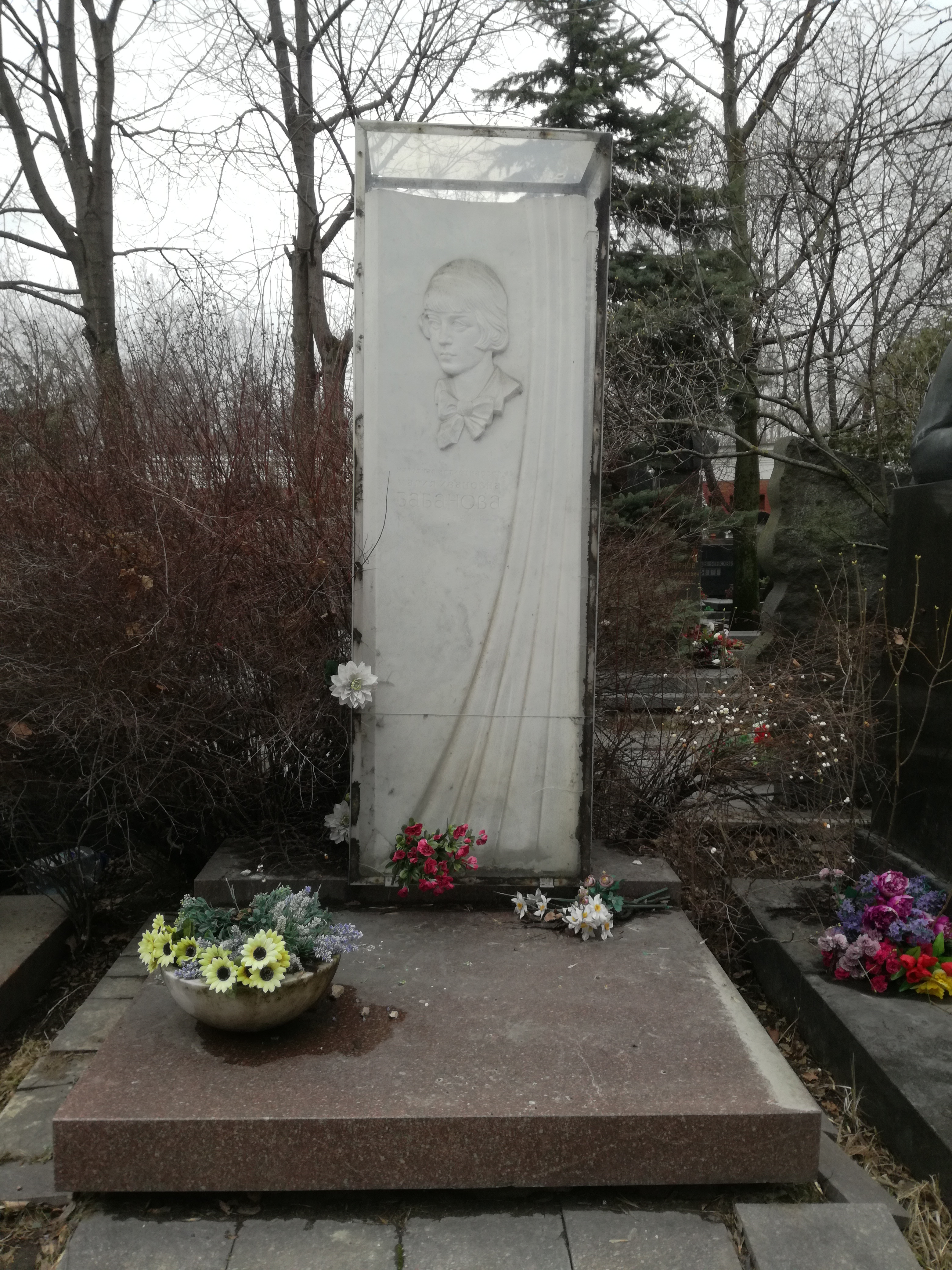
Могила Бабановой на Новодевичьем кладбище

Мария Бабанова скончалась 4 апреля 1983 года в Москве . Похоронена на Новодевичьем кладбище, участок № 10.
Узнав о её смерти, Ф. Г. Раневская написала: «Умерла Бабанова — величайшая актриса нашего времени. Всё время с тоской о ней думаю».

### Семья
- Родители: отец — уроженец Владимирской губернии Иван Иванович Бабанов (1868), мать — Екатерина Васильевна Бабанова (1878), в девичестве Прусакова. Вступили в брак 29 января (10 февраля) 1897 года, о чем свидетельствует запись в метрической книге храма Вознесения Господня за Серпуховскими воротами [13].
- Второй муж — Давид Липман (1903—1973) — актёр, режиссёр, педагог; заслуженный артист РСФСР (1972)[14]
- Третий муж (с 1939 по 1950-е) — Фёдор Кнорре (1903—1987), прозаик, драматург, сценарист, режиссёр и актёр[15].

## Творчество

### Театральные работы

#### Государственный театр имени Вс. Мейерхольда(1922—1927)
- 1922 — «Великодушный рогоносец» Ф. Кроммелинка, режиссёр Вс. Э. Мейерхольд — Стелла
- 1924 — «Озеро Люль» А. М. Файко, режиссёр Вс. Э. Мейерхольд — Жоржетта Бьенемэ
- 1924 — «Учитель Бубус» А. М. Файко, режиссёр Вс. Э. Мейерхольд. (Джаз-банд под руководством В. Я. Парнаха) — Теа Баазе
- 1924 — «Д. Е.» («Даёшь Европу») М. Г. Подгаецкого по роману И. Г. Эренбурга «Трест Д. Е.» и произведениям Б. Келлермана, режиссёр Вс. Э. Мейерхольд. (Джаз-банд под руководством В. Я. Парнаха) — М. Бабанова была занята в танцевальных номерах: «Чонг» (партнёр — Д. Я. Липман), «Апашский танец» (партнёр — Л. Н. Свердлин), «Лесбос» (партнёрша — З. Н. Райх)
- 1926 — «Рычи, Китай!» С. М. Третьякова, режиссёр В. Ф. Фёдоров — Бой.
- 1926 — «Ревизор» Н. В. Гоголя, режиссёр Вс. Э. Мейерхольд — Марья Антоновна Сквозник-Дмухановская

#### Театр Революции (Московский драматический театр им. Вл. Маяковского) (1923—1975)

Мария Бабанова. Начало 1920-х годов.

- 1923 — «Доходное место» А. Н. Островского, режиссёр Вс. Э. Мейерхольд — Полина Кукушкина
- 1925 — «Кадриль с ангелами» по мотивам пьесы А. Франса, режиссёр А. Л. Грипич — Бушотта
- 1925 — «Воздушный пирог» Б. С. Ромашова, режиссёр А. Л. Грипич — Рита Керн
- 1928 — «Человек с портфелем» А. М. Файко, режиссёр А. Д. Дикий — Гога
- 1928 — «Когда поют петухи» Ю. Н. Юрьева, режиссёры М. А. Терешкович и К. А. Зубов — Грета
- 1929 — «Гоп-ля, мы живем» Э. Толлера, режиссёр В. Ф. Фёдоров — Лотти
- 1931 — «Поэма о топоре» Н. Ф. Погодина, режиссёр А. Д. Попов — Анка
- 1932 — «Мой друг» Н. Ф. Погодина, режиссёр А. Д. Попов — Колокольчикова
- 1934 — «После бала» Н. Ф. Погодина, режиссёр А. Д. Попов — Маша
- 1935 — «Ромео и Джульетта» У. Шекспира, режиссёр А. Д. Попов — Джульетта
- 1937 — «Собака на сене» Л. де Вега, режиссёр Н. В. Петров — Диана де Бельфлер
- 1939 — «Таня» А. Н. Арбузова, режиссёр А. М. Лобанов — Таня Рябинина
- 1940 — «Бесприданница» А. Н. Островского, режиссёр Ю. А. Завадский — Лариса Дмитриевна Огудалова
- 1941 — «Питомцы славы» А. К. Гладкова, режиссёр С. А. Майоров — Шура Азарова
- 1944 — «Сыновья трёх рек» В. М. Гусева, режиссёр Н. П. Охлопков — Мари
- 1946 — «Круг» С. Моэма, режиссёр Ф. Н. Каверин — Элизабет
- 1947 — «Молодая гвардия» по А. А. Фадееву, режиссёр Н. П. Охлопков — Любовь Шевцова
- 1949 — «Сампаны Голубой реки» В. Д. Пушкова, режиссёр Н. П. Охлопков — китаянка
- 1951 — «Зыковы» А. М. Горького, режиссёр В. Ф. Дудин — Софья Зыкова
- 1954 — «Гамлет» У. Шекспира, режиссёр Н. П. Охлопков — Офелия
- 1956 — «Вишнёвый сад» А. П. Чехова, режиссёр В. Ф. Дудин — Любовь Андреевна Раневская
- 1958 — «Кресло № 16» Д. Б. Угрюмова, режиссёр В. Ф. Дудин — актриса Бережкова (театральный суфлер тетя Капа)
- 1959 — «Украденная жизнь» К. Моримото, режиссёр И. Окадо — Нунобики Кей
- 1963 — «Нас где-то ждут» А. Н. Арбузова, режиссёр В. Ф. Дудин — бывшая актриса Александра Ильина
- 1964 — «Встреча» («Мари-Октябрь») Ж. Робера, Ж. Дювивье, А. Жансона, режиссёр М. И. Бабанова — Мари-Октябрь, участница французского Сопротивления
- 1970 — «Мария» А. Д. Салынского, режиссёр А. А. Гончаров — Лидия Самойловна (мать главной героини)
- 1971 — «Дядюшкин сон» Ф. М. Достоевского, режиссёр М. И. Кнебель — Марья Александровна Москалёва
- 1975 — «Старомодная комедия» А. Н. Арбузова, режиссёр А. А. Гончаров — Лидия Васильевна Жербер

#### Ленинградский театр драмы им. В. Ф. Комиссаржевской
- 1956 — «То, что знает каждая женщина» Дж. Барри, режиссёр В. С. Андрушкевич — Мэгги

#### Московский Художественный академический театр Союза ССР им. М. Горького (1979—1981)
- 1979 — «Всё кончено» Э. Олби, режиссёр: Л. М. Толмачёва — Жена

### Фильмография и ТВ
- 1924 — «Старец Василий Грязнов» — дочь раскольника
- 1925 — «Сердца и доллары» — Джен
- 1931 — «Одна» — жена председателя сельсовета
- 1934 — «Путешествие по СССР» (не закончен) — Маша[16].
- 1947 — «Алишер Навои» — дублировала возлюбленную А. Навои — Гюли
- 1980 — «Всё кончено» (телеспектакль) — Жена
- 1990 — «И этот голос небывалый…» Мария Ивановна Бабанова (документальный фильм из цикла ТВ программы «Серебряный шар»)
- 2000 — Мария Бабанова (документальный фильм из цикла ТВ программы «Серебряный шар»).

### Озвучивание мультфильмов
- 1943 — Сказка о царе Салтане — Царевна-Лебедь
- 1949 — Гуси-лебеди — Речка (нет в титрах)
- 1949 — Кукушка и скворец
- 1950 — Сказка о рыбаке и рыбке — Золотая рыбка
- 1951 — Сказка о мёртвой царевне и семи богатырях — Царица / Зеркальце (нет в титрах)
- 1952 — Аленький цветочек — Любава (нет в титрах)
- 1956 — Девочка в джунглях
- 1954 — Оранжевое горлышко — Жаворонок
- 1957 — Снежная королева — Снежная королева
- 1957 — В некотором царстве... — Щука
- 1962 — Королева Зубная щётка — королева Зубная Щётка (нет в титрах)[источник не указан 594 дня (обс.)]
- 1971 — Голубой метеорит (из мультипликационного журнала «Весёлая карусель № 3») — читает текст
- 1972 — Фаэтон сын Солнца — богиня Гея — Земля
- 1974 — Как козлик землю держал — Птица

### Радиопередачи и радиоспектакли
- «Айога» (нанайская народная сказка) — текст от автора
- «Оле Лукойе» (по мотивам сказок Х. К. Андерсена) — Оле Лукойе
- «Дюймовочка» Х. К. Андерсена — текст от автора
- «Принцесса на горошине» Х. К. Андерсена — Королева (Мелодия, 1981)
- «Гадкий утёнок» Х. К. Андерсена — текст от автора
- «Ель» Х. К. Андерсена — текст от автора
- «Соловей» Х. К. Андерсена — текст от автора
- «Мотылёк» Х. К. Андерсена — текст от автора
- «Плохой мальчик» Х. К. Андерсена — текст от автора
- «Золушка» Ш. Перро — Фея
- «Том Сойер» М. Твена — Бекки Тетчер
- «Домби и сын» Ч. Диккенса — Флоренс
- «Хозяйка Медной горы» П. П. Бажова — текст от автора
- «Серая шейка» Д. Н. Мамина-Сибиряка — текст от автора
- «Спящая красавица» Ш. Перро — Фея Сирени (запись 1964, фирма «Мелодия»)
- «Убийство в Восточном экспрессе» А. Кристи — миссис Хаббард (запись 1966, Гостелерадиофонд)
- «Отшельник и роза» Б. В. Заходера (запись 1982, фирма «Мелодия»)
- «Цыганы» А. С. Пушкина — Земфира
- «Дома» А. П. Чехова — текст от автора
- «Мальчики» А. П. Чехова — текст от автора
- «Гриша» А. П. Чехова — текст от автора
- «Житейская мелочь» А. П. Чехова — текст от автора
- «Анна на шее» А. П. Чехова — текст от автора
- «Слепой музыкант» В. Г. Короленко — текст от автора
- «Гнев отца» А. С. Грина — текст от автора
- «Три толстяка» Ю. К. Олеши — Суок
- «Звёздный мальчик» О. Уайльд — Звёздный мальчик
- «Портрет Дориана Грея» О. Уайльд — текст от автора
- «Волшебник Изумрудного города» А. М. Волков — Виллина
- «Маленький принц» А. де Сент-Экзюпери — Маленький принц, Роза
- «Кошка под дождем» Э. Хемингуэя — текст от автора (запись 1977, фирма «Мелодия», 1983)
- «Собака на сене» Л. де Вега — Диана, графиня де Бельфлёр
- «Маскарад» М. Ю. Лермонтова — Нина Арбенина (Арбенин — М. Ф. Астангов, баронесса Штраль — Ц. Л. Мансурова)
- «Коляска» Н. В. Гоголь — Жена (партнёр — Р. Я. Плятт)
- «Таня» А. Н. Арбузова — Таня Рябинина
- «Зыковы» А. М. Горького — Софья Зыкова
- «Старомодная комедия» А. Н. Арбузова — Лидия Васильевна Жербер (в радиоспектакле исполняла песню на музыку В. В. Плешака, стихи Б. А. Ахмадулиной, а партнёром был В. Я. Самойлов, 1978)
- «Дядюшкин сон» Ф. М. Достоевский — Марья Александровна Москалёва
- «Всё кончено» Э. Олби — Жена
- Творческий портрет. М. И. Бабанова

## Звания и награды
- Заслуженная артистка РСФСР (1933)
- Народная артистка Узбекской ССР (1943)
- Народная артистка РСФСР (1944)
- Народная артистка СССР (1954)
- Сталинская премия второй степени (1941) — за большие достижения в области театрально-драматического искусства
- Государственная премия РСФСР имени К. С. Станиславского (1972) — за исполнение роли Лидии Самойловны в спектакле «Мария» А. Д. Салынского
- Орден Ленина (1970)
- Два ордена Трудового Красного Знамени (1967, 1980)
- Орден «Знак Почёта» (1945)
- Медаль «За доблестный труд в Великой Отечественной войне» (1946)
- Медаль «В память 800-летия Москвы» (1948)
- Медаль «За доблестный труд. В ознаменование 100-летия со дня рождения Владимира Ильича Ленина»
- Медаль «Ветеран труда»
- Памятная бронзовая медаль театра «Комеди Франсез» (Париж, начало 60-х гг.)

## Память
- С 1933 по 1983 годы М. И. Бабанова прожила в кв. 79 дома № 5 в Петровском переулке в Москве, на фасаде которого в её честь установлена мемориальная доска.